# Beroun
Beroun (tjekkisk udtale: [ˈbɛroun]; tysk: Beraun) er en by i regionen Centralbøhmen i Tjekkiet. Den har omkring 21.521 (2025) indbyggere. Den ligger ved sammenløbet af floderne Berounka og Litavka. Beroun skaber et byområde med Králův Dvůr, tidligere del af Beroun. Den historiske bymidte er velbevaret og er beskyttet af den tjekkiske lov som  Kulturmonument.

## Inddeling
Beroun består af syv bydele: Beroun-Centrum, Beroun-Hostim, Beroun-Jarov, Beroun-Město, Beroun-Zavadilka, Beroun-Závodí og Beroun-Zdejcina.

## Geografi
Beroun ligger omkring 26 km sydvest for Prag. Den ligger i floddalen  ved sammenløbet af floderne Berounka og Litavka. Det omkringliggende landskab er kuperet. Den sydlige del af det kommunale område, inklusive det bebyggede område, ligger i Hořovice-højlandet . Den nordlige del ligger i Křivoklát-højlandet. Det højeste punkt er Děd-bakken på 493 meter over havets overflade. Det laveste punkt er flodbassinet i Berounka, ved 212 moh.

## Historie

### 11.-15. århundrede
Bosættelsen Na Brodě ("Ved Forden"), som var forgængeren til Beroun, blev første gang nævnt i et skøde fra 1088. Den første skriftlige omtale af Beroun (under dets latinske navn Verona ) er i et skøde fra Ottokar 2. af Bøhmen fra 1265. Ottokar udpegede et strategisk vigtigt sted for etableringen af en bebyggelse, hvorfra byen Beroun stammer fra, der dannede den korteste og nemmeste forbindelse mellem Prag og Plzeň.
I 1295 besluttede hertug Wenceslaus 2. at genbosætte og udvide byen. På dette tidspunkt blev det historiske centrum af Beroun skabt, som er nogenlunde bevaret den dag i dag. Et dominikanerkloster blev også grundlagt. I 1303 gjorde Wenceslaus 2. Beroun til en kongeby.
Under kejser Karl IV's regeringstid blomstrede byen og udviklede sig hurtigt. I 1421 stormede hussitiske styrker under kommando af Jan Žižka byen og nedrev dominikanerklosteret, og selvom det blev generobret og ødelagt efter slaget ved Lipany, er det forblevet en hovedsagelig tjekkisk bosat by siden da. Under kong Vladislaus II (1471–1516) nåede Beroun sin største velstand.

### 16.-19. århundrede
Under Huset Habsburgs styre fra 1526 blev byens godser beslaglagt. Under 30-årskrigen blev den plyndret af den kejserlige hær, saksiske-  og svenske styrker. I den første Schlesiske krig plyndrede franske og bayerske tropper byen.
I det 18. århundrede blev Beroun en garnisonsby og blomstrede først i 1860'erne med åbningen af kalkstensbrud og jernmalmminer. Ud over flere jernværker var der i Beroun  tekstilfremstilling, og befolkningstallet steg.

### 20.–21. århundrede
Beroun blev væsentligt forvandlet under det kommunistiske styre. Den tunge industri blev udvidet, og statens politik fastsatte kvoter for nye lejligheder. Da Beroun ligger mellem to floder i en dyb dal uden egnede byggegrunde, blev kvoterne opfyldt ved at rive historiske middelalderbygninger ned og opføre præfabrikerede højhuse. Byens udseende blev ændret igen i 1980'erne, da motorvejen D5 blev åbnet på broen over byen.
Králův Dvůr blev sammen med flere kommuner sluttet til Beroun i 1980.  I 1990 blev Králův Dvůr og Trubín separate kommuner.
Siden kommunismens fald er byen blevet revitaliseret. Middelalderbygninger er blevet rekonstrueret, og bymure er blevet bevaret. Tung industri forlod byen, hvilket øgede livskvaliteten markant. I det 21. århundrede er Beroun blevet et populært sted at bo med høj befolkningstilvækst og med en kvalitet af miljø og sundhedspleje over gennemsnittet. 